# 島田屯
島田 屯（しまだ とん、1917年10月27日- 1965年11月7日）は、山梨県甲府市出身の俳優。

## 略歴
画家を志し、太平洋美術学校で絵を学んでいたが俳優志望に転向。1939年に新協劇団入団。1940年、日活多摩川撮影所入社。東宝演劇研究会を経て、1943年に再結成された東宝劇団に入団。瑞穂劇団在籍中の1945年に召集を受ける。1949年、第2次新協劇団に入団。劇団青俳、フリーランス期間を経て、東京俳優生活協同組合に所属していた。
戦前は舞台を中心に活動。戦後は映画やテレビドラマにも多数出演しており、映画では東映の教育映画や独立プロ映画を中心に『おとし穴』などの作品に、ドラマでは『バス通り裏』などに出演した。1963年に『バス通り裏』が終了した後は仕事の減少から生活苦に陥る。島田のマネージャーによれば、『バス通り裏』の仕事中に台詞を間違えたことがきっかけで長台詞と生放送に対して苦手意識を持つようになり、その後も数回台詞を間違えたことで俳優を辞めて廃品回収の仕事を始めるなどと発言し、番組終了後に挨拶状を出していた。妻によれば島田は一時休業して考える時間が欲しかったとされるが、これが原因で仕事が減少したと推測している。
1965年には神経疲労からノイローゼを患い、俳優の仕事にも影響が出ていた。同年7月、ロケ先で知り合った山梨県甲府市の旅館の主人の好意で一か月ほど療養に入る。
妻によれば療養後から息子に異常なほどに愛情を抱くようになり、10月初頭に旅館から妻に住み込みでの仕事に誘われた際、子供も連れてきても良いと言われ、妻としては1人で身軽になって仕事に打ち込んで欲しいと思い、事務所や役者仲間からも子連れでは仕事にならないと説得されるも息子と離れることを拒み、妻は単身旅館で働くことになった。
1965年11月7日、東京都目黒区の自宅で4歳の息子の首を絞めたのちガス心中を図り死去。妻宛ての遺書と息子に対する思いが書かれたメモが残されていた。
所属していた東京俳優生活協同組合により追悼式が執り行われた。

## 人物
郵趣家であり、郵趣団体を主宰していた。死の1年ほど前に上目黒郵便局の局長に切手商を始める相談をしていたとされる。

## 出演作品

### 映画
- この妻の願いを（1949年、日本映画社） - 魚屋さん
- 暴力の街（1950年）
- 三太物語（1951年、新東宝） - 三太の父
- 曠野の誓い（1952年、第一映画プロ） - 庫内手
- 山びこ学校（1952年、八木プロ）
- 母なれば女なれば（1952年、キヌタプロ）
- 山河を越えて（1952年、文芸プロ） - 人夫小林
- 箱根風雲録（1952年、新星映画社）
- 女ひとり大地を行く（1953年、キヌタプロ）
- ひろしま（1953年、日教組）
- 赤い自転車（1953年、第一映画）
- 三太頑張れ!（1953年、新東宝） - 三太の父
- ともしび（1954年、キヌタプロ）
- 太陽のない街（1954年、新星映画社）
- 日の果て（1954年、キヌタプロ）
- 市川馬五郎一座顛末記 浮草日記（1955年、山本プロ） - 小屋主
- ここに泉あり（1955年、中央映画） - 炭焼きの家族
- 由起子（1955年、中央映画） - 踏切番
- 人間魚雷 回天（1955年、新東宝）
- 夢を見る人形（1955年、東映教育） - お父ちゃん
- 台風騒動記（1956年、山本プロ） - 小山議員
- 女優（1956年、近代映画協会）
- 或る夜ふたたび（1956年、松竹）
- 今どきの嫁（1956年、桜映画社）
- 屋上の少年達（1956年、東映教育）
- 真昼の暗黒（1956年、現代ぷろ） - 久保田勇
- 野口英世の少年時代（1956年、東映教育） - 松島屋長兵衛
- 拾った子犬（1957年、東映教育）
- 小さな嘘（1957年、東映教育） - 銭亀を売るおじさん
- 少年と魚と海の物語（1957年、東映教育） - シンタの父
- 異母兄弟（1957年、独立映画） - 太田[12]
- 挽歌（1957年、歌舞伎座） - 警官
- 黄色いからす（1957年、歌舞伎座）
- 迷信一家（1957年、東映教育）
- あるぷす物語（1958年、東映教育）
- わたしのおかあさん（1958年、東映教育）
- 夜の鼓（1958年、現代ぷろ） - 仲間又平
- 赤い陣羽織（1958年、松竹） - 黒助
- 真昼の惨劇（1958年） - 為吉
- 若き日の豊田佐吉（1958年、東映教育）
- 蟻の街のマリア（1958年、歌舞伎座） - 都庁役人
- からたち日記（1959年、歌舞伎座）
- なかよし港（1959年、東映教育）
- ぼくらも負けない（1959年、東映教育）
- 子供の広場（1959年、東映教育）
- 第五福竜丸（1959年、近代映画協会） - 病院の小使
- 素晴らしき娘たち（1959年、東映） - よねの父
- 荷車の歌（1959年、全国農村映画協会）
- うぐいす笛を吹く少年（1960年、東映教育）
- こづかい手帳（1960年、東映教育）
- なまはげ（1960年、東映教育）
- 子鹿物語（1960年、東映教育）
- 愛情屋台（1960年、記録映画社）
- 松川事件（1961年、同映画製作委員会）
- 飼育（1961年、大宝） - 角屋
- おとし穴（1962年、勅使河原プロ） - 見知らぬ男

### テレビドラマ
- 山一名作劇場 無法松の一生（1957年、NTV）
- バス通り裏（1958年 - 1963年、NHK） - 堀川[3]
- テレビ劇場（NHK）
  - 夜の仲間（1959年）
  - 海峡のうた（1959年）
- スリラー劇場・夜のプリズム 第11話「脚」（1959年、NTV）
- 東芝土曜劇場 第11話「失敗」（1959年、CX）
- お好み日曜座 花嫁と警笛（1959年、NHK）
- ここに人あり（NHK）
  - 第114話「失火」（1959年）
  - 第158話「港の子等とともに」（1960年）
  - 第169話「日本の母」（1961年）
- NECサンデー劇場 大砲と撫子（1960年、NET）
- 愛の劇場（NTV）
  - 第73話「わかれる日」（1961年）
  - 第123話「霜どけ」（1962年）
- 東レサンデーステージ 第54話「同級生交歓」（1961年、NTV）
- あすをつげる鐘（NHK）
  - 星をみつめて ガリレオ・ガリレイ（1961年）
  - うたはわがいのち 山田耕作（1961年）
  - 灯よこの海を照らせ 岩松助左衛門（1961年）
- 七人の刑事 第16話「ゲコオ七六五」（1962年）
- テレビ指定席 巣立ち（1962年、NHK）
- 人生の四季 第57話「郭公」（1962年、NTV）
- 夫婦百景 第220話「駅弁夫婦」（1962年、NTV）
- 30分劇場 第26話「アヤという娘」（1964年、NTV） - 大屋の主人
- 青年同心隊 第4話「鬼の同心」（1964年、TBS）- 長兵衛
- 東京警備指令 ザ・ガードマン 第8話「第9レースを狙え」（1965年、TBS） - 調教師

### 舞台
- デット・エンド（1939年、新協劇団） - 隣り町の少年1[13]
- 石狩川（1939年、新協劇団） - 番人[13]
- 土（1941年、新協劇団） - 馬吉[14]
- 弥栄村建設（1942年、東宝演劇研究会） - 勝田[15]
- 北風ぞ吹かん（1942年、東宝演劇研究会） - 店員一[15]
- 山彦（1943年、東宝演劇研究会） - 登山客[16]
- オルレアンの処女（1943年、東宝演劇研究会） - モントゴメリー[16]
- 検察官（1946年、俳優座） - ボブチンスキー[17]
- 太陽のない街（1946年、新協劇団） - 三公[17]、老人[17]
- どん底（1946年 - 1947年、新協劇団） - アリョーシカ[17][14]
- 武器と自由（1947年、新協劇団） - 馬大尉[18]、千田上等兵[18]
- 破戒（1948年、民衆芸術劇場・新協劇団賛助公演） - 郵便配達[19]
- ミスター人類（1948年、新協劇団） - 電報配達夫[19]
- 人間製本（1949年、新協劇団） - 中川[20]
- つばくろ（1950年、新協劇団） - 伊三郎[21]
- エゴール・ブルイチョフとその他の人々（1953年、ゴリキー生誕85年記念公演） - ラッパを吹く男[22]
- フォスター大佐告白する（1954年、劇団青俳） - ヒッチコック大佐[7]

### ラジオドラマ
- 果し合い（1959年、文化放送）[23]